# Toinho do Pará
Antônio Figueiroa de Siqueira conhecido também por Toinho do Pará (Santa Cruz do Capibaribe, 08 de fevereiro de 1964). É um político brasileiro. Foi vereador, vice-prefeito, deputado estadual e prefeito de Santa Cruz do Capibaribe.

## Carreira
Entrou na política em 1992 como vereador em Santa Cruz do Capibaribe, foi reeleito em 1996. em 2000 foi eleito vice-prefeito na chapa de Zé Augusto, ficando no cargo até 2002, quando foi eleito Deputado Estadual a primeira vez pelo extinto PSD com 23.586 votos. Se reelegeu deputado estadual em 2006 pelo PTB, desta vez com 32.284 votos.
Foi candidato a prefeito de Santa Cruz do Capibaribe em 2008 também pelo PTB, tendo como adversário do também deputado estadual Edson Vieira (PSDC). Toinho obteve 21.507 (45,3%) votos[4] contra 18.516 (39,0%) de Edson Vieira.
Em 2012, devido a grande reprovação não teve o direito de ser candidato a reeleição, o candidato do grupo foi o ex-prefeito e deputado federal José Augusto Maia, que foi derrotado pelo deputado estadual Edson Vieira.
Já em 2014, foi candidato a assembleia legislativa, pelo PHS, ficou na suplência com 22.854 votos.
Em 2015, rompeu com seu grupo político e fez aliança com deputado Diogo Moraes e o prefeito Edson Vieira. Foi eleito vereador em 2016 pelo PSB obtendo 1.582 (3,48%) votos, o ministério público pediu a  impugnação do registro de candidatura do ex-prefeito e ex-deputado. O MP declarou que Toinho estaria inelegível por ter tido suas prestações de contas relacionadas ao exercício financeiro de 2010, época em que Toinho era prefeito, rejeitadas pelo Tribunal de Contas do Estado. A condenação foi confirmada pela Câmara de vereadores em abril de 2015. O candidato recorreu, e dois dias após a eleição o TRE validou os votos de Toinho e o mesmo poderá assumir o cargo.  